# Eurípedes Simões de Paula
Eurípedes Simões de Paula (* 15. November 1910 in São Paulo; † 21. November 1977 ebenda) war ein brasilianischer Jurist, Historiker und Hochschullehrer.
Simões studierte an der Universität von São Paulo (USP) Recht und Geisteswissenschaften und lehrte dort ab 1936 Antiken- und Mittelaltergeschichte. Während des Zweiten Weltkriegs kämpfte er als Oberleutnant des Brasilianischen Expeditionskorps in Italien und erhielt dafür Orden. Er war Mitbegründer des Psychologischen Instituts der Universität von São Paulo, leitete die Fakultät für Philosophie, Wissenschaften und Literatur der USP und war Vizerektor der Universität.
Für seine Mittelalterforschung wurde er 1965 mit der Ehrendoktorwürde der Universität Toulouse ausgezeichnet. 1979 wurde er Patron des 26. Stuhls der Psychologischen Akademie São Paulos.
Nach ihm wurde das Edifício Eurípedes Simões de Paula an der USP benannt.

## Schriften (Auswahl)
- Estudos ibero-atlânticos. São Paulo, 1940.
- Marrocos e suas relações com a Ibéria na antiguidade. São Paulo, 1946.